# علف چسبک
علف چسبک (نام علمی: Asperugo procumbens) نام یک گونه از تیره گاوزبانیان است. 

## چسبک منحصر به فرد
نوعی چسبک سایه‌پرور قبلا در دشت بهار به وفور وجود داشت ولی اکنون به سبب تغییر کاربری یا قرار گرفتن در طرح، در معرض خطر نابودی قرار گرفته‌اند و جز چند عدد به تعداد انگشتان در سال نمی‌روید که دیر یا زود آنها نیز نابود خواهند شد چون محل رویش آنها در طرح قرار گرفته‌است. این چسبک نادر در سایه‌سار درختان و بویژه در آبراهه‌هایی که درختان سنجد وجود داشت می‌رویید که اکنون نه آبراهه وجود دارد و نه باغ سنجد.

## نگارخانه

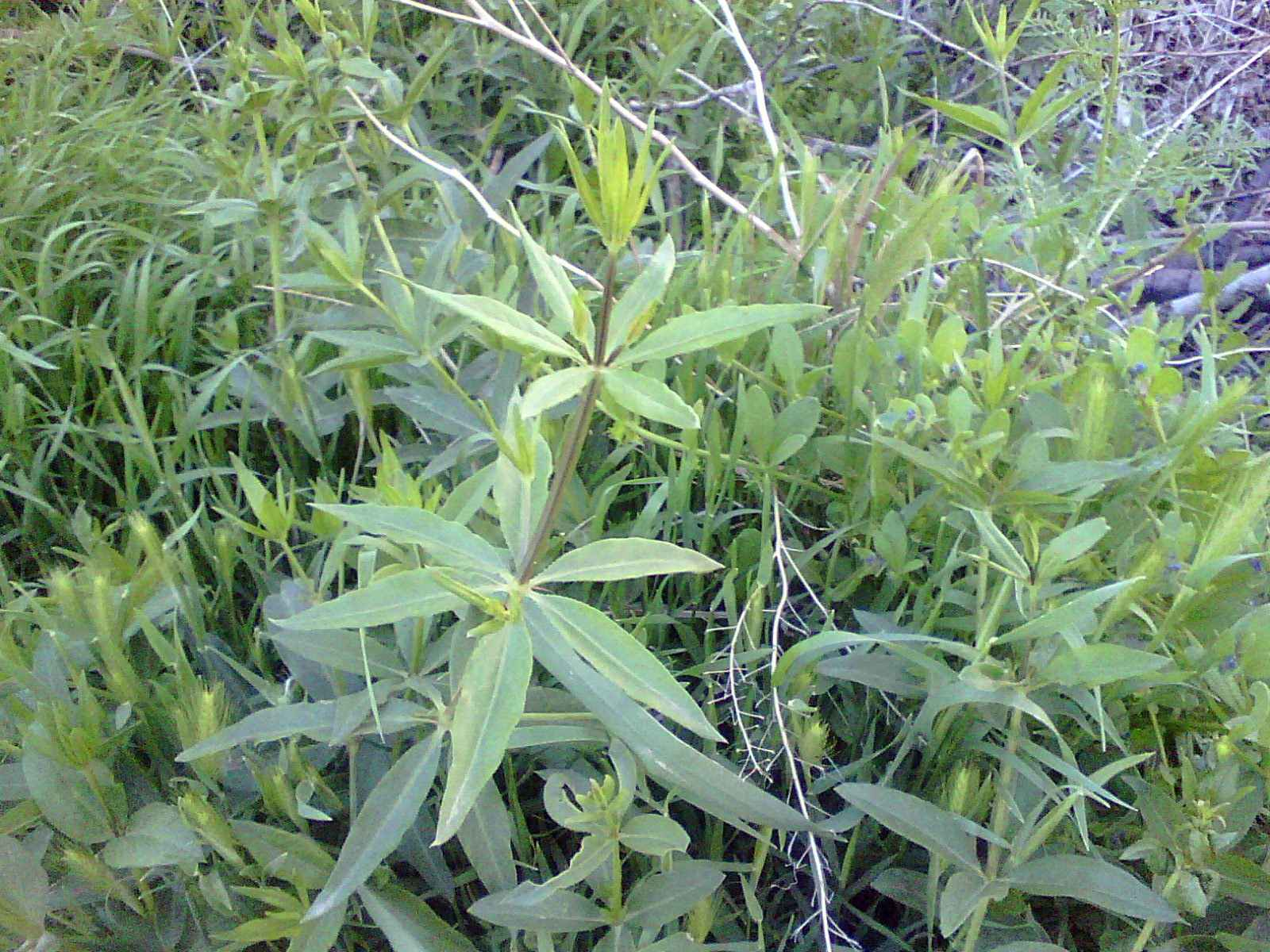
چسبک لا به‌لای گیاهان
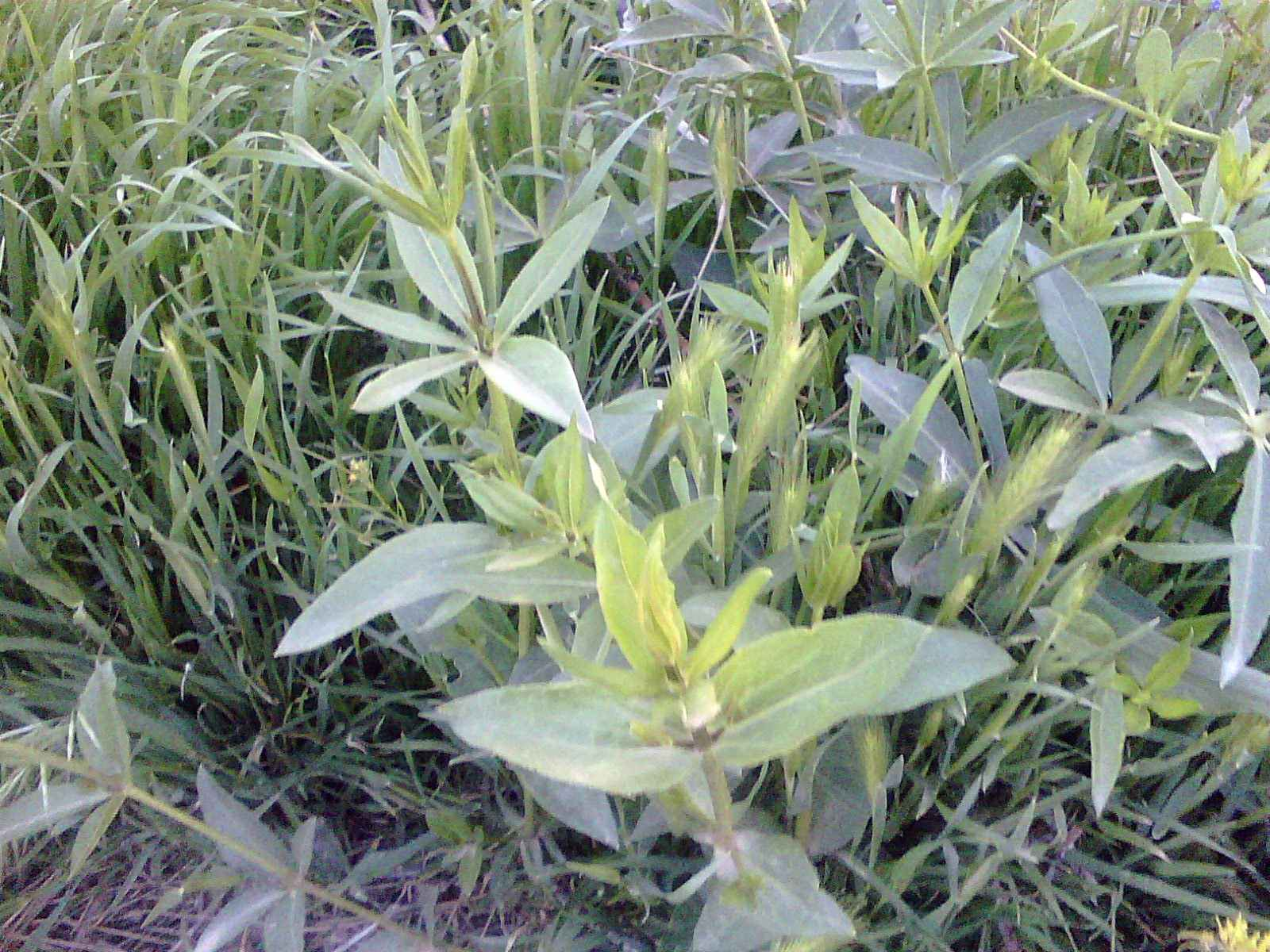
چسبک لا به‌لای گیاهان
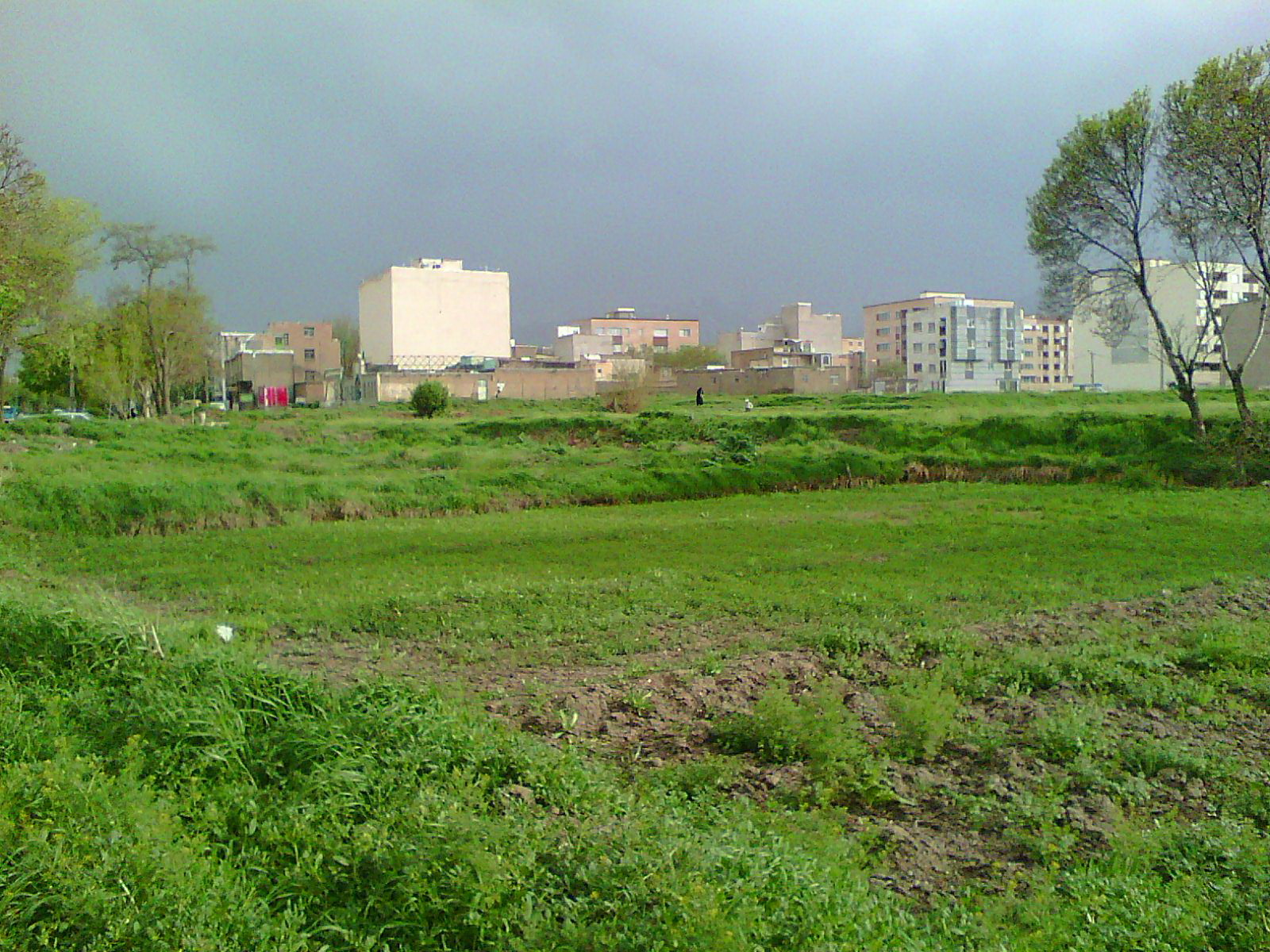
پیشروی طرح در مراتع